# Jim Yong Kim
Jim Yong Kim (en hangul, 김용; en hanja, 金勇)(Seúl, 8 de diciembre de 1959) es un médico surcoreano nacionalizado estadounidense, presidente del Banco Mundial desde el 1 de julio de 2012 hasta el 31 de enero de 2019.

## Biografía
Nacido en Corea del Sur, a los cinco años emigra con su familia a los Estados Unidos, donde se cría en Iowa; sus dos padres fueron destacados universitarios. Estudia en la Universidad de Iowa y en Brown University, donde se gradúa magna cum laude en 1982. En 1991 se doctoró en medicina en Harvard Medical School y en 1993 obtiene otro doctorado en antropología en la Universidad Harvard. Fue uno de los primeros en ingresar al programa de ciencias sociales de su universidad. Dirigió el Departamento de Salud Global en la Escuela Médica de Harvard y fue cofundador y director ejecutivo de Partners In Health. 
Desde 2009 es el primer presidente de origen asiático del Dartmouth College, prestigiosa institución perteneciente a la Ivy League. También es miembro de la Academia Americana de las Artes y las Ciencias.

## Presidencia del Banco Mundial
Tras ser nominado por Estados Unidos para liderar el Banco Mundial, Jim Yong Kim fue nombrado presidente del Banco Mundial el 16 de abril de 2012, cargo del que tomará posesión el 1 de julio del mismo año. Su candidatura fue preferida sobre la Dra. Ngozi Okonjo-Iweala, ministra de Finanzas de Nigeria.
El 7 de enero de 2019 anunció su dimisión para el 1 de febrero del 2019, más de tres años antes de que finalice su mandato. Kim  señaló que se uniría a una firma centrada en inversiones en infraestructura en economías en desarrollo. Kristalina Georgieva, directora ejecutiva del Banco Mundial, será presidenta interina del mismo a partir de la fecha indicada.

## Publicaciones
- Farmer Paul E, Kim JY. Community-based approaches to the control of multidrug-resistant tuberculosis: Introducing “DOTS-plus”. British Medical Journal 1998; 317:671-4.

- Becerra MC, Bayona J, Freeman J, Farmer PE, Kim JY. Redefining MDR-TB transmission “hot spots.” International Journal of Tuberculosis and Lung Disease 2000; 4(5):387-94.

- Farmer Paul, Leandre F, Mukherjee JS, Claude M, Nevil P, Smith-Fawzi MC, Koenig SP, Castro A, Becerra MC, Sachs J, Attaran A, Kim JY. Community-based approaches to HIV treatment in resource-poor settings. Lancet 2001; 358(9279):404-9.

- Farmer Paul, Leandre F, Mukherjee J, Gupta R, Tarter L, Kim JY. Community-based treatment of advanced HIV disease: Introducing DOT-HAART (Directly Observed therapy with highly active antiretroviral therapy). Bulletin of the World Health Organization 2001; 79(12):1145–51.

- Mitnick C, Bayona J, Palacios E, Shin S, Furin J, Alcántara F, Sánchez E, Sarria M, Becerra M, Fawzi MCS, Kapiga S, Neuberg D, Maguire JH, Kim JY, Farmer PE. Community-based therapy for multidrug-resistant tuberculosis in Lima, Peru. New England Journal of Medicine 2003; 348(2):119-28.

- Gupta Raj, Irwin A, Raviglione MC, Kim JY. Scaling up treatment for HIV/AIDS: Lessons learned from multidrug-resistant tuberculosis. Lancet 2004; 363(9405):320-4.

- Kim Jim Yong, Farmer P. AIDS in 2006 — Moving toward one world, one hope? New England Journal of Medicine 2006; 355:645-7.

- Kim Jim Yong. Unexpected political immunity to AIDS. Lancet 2006; 368(9534):441-2.

- Kim Jim Yong. A lifelong battle against disease. U.S. News and World Report 2007; 143(18):62-4.

- Kim Jim Yong. Toward a Golden Age- Reflections on Global Health and Social Justice. Harvard International Review 2007; 29 (2): 20–25.

- Kim Jim Yong, Farmer Paul. Surgery and Global Health: A View from Beyond the OR. World Journal of Surgery 2008; 32(4): 533–6.

- Kim Jim Yong, Millen JV, A Irwin, J Gershman (eds.). Dying for Growth: Global Inequality and the Health of the Poor. Monroe, ME: Common Courage Press, 2000.

- Jain Sachin H, Weintraub R, Rhatigan J, Porter ME, Kim JY. Delivering Global Health. Student British Medical Journal 2008; 16:27.

- Kim Jim Yong, Rhatigan J, Jain SH, Weintraub R, Porter ME. From a declaration of values to the creation of value in global health: a report from Harvard University's Global Health Delivery Project. Glob Public Health. 2010 Mar;5(2):181-8.